# آشیکاگا تاکه‌واکامارو
آشیکاگا تاکه‌واکامارو (به ژاپنی: 足利 竹若丸 あしかが たけわかまる); ۱ ژانویهٔ ۱۲۲۴ – ۱۴ ژوئن ۱۳۳۳، در اواخر دوره کاماکورا از خاندان آشیکاگا پسر شوشی (فرزند نامشروع) نخستین شوگون از شوگون‌سالاری آشیکاگا، آشیکاگا تاکائوجی اهل ژاپن بود.
رؤسای خاندان آشیکاگا زنانی از خاندان هوجو را به عنوان همسران قانونی خود داشتند و هر فرزندی که بین آنها متولد می‌شد، تنها فرزندان مشروع شمرده می‌شدند و هر چقدر هم که فرزندان (برادران بزرگتر) داشتند، با همه آنها به عنوان فرزندان نامشروع رفتار می‌شد قانونی که آنها نمی‌توانستند خاندان را به ارث ببرند.
او برادر ناتنی آشیکاگا تادافویو بود که او نیز نامشروع به‌شمار می‌آمد.